# ترپرل
ترپرل (به فرانسوی: Tréprel) یک کمون در فرانسه است که در Canton of Falaise-Nord واقع شده‌است.

## خصوصیات
ترپرل ۵٫۴۰ کیلومترمربع مساحت و ۱۱۰ نفر جمعیت دارد و ۲۴۴ متر بالاتر از سطح دریا واقع شده‌است.